# Cantó de Vernon-Nord
El cantó de Vernon-Nord és una antiga divisió administrativa francesa del departament de l'Eure, situat al districte d'Évreux. Té 8 municipis i el cap es Vernon. Va existir de 1982 a 2015.

## Municipis
- Chambray
- La Chapelle-Réanville
- Sainte-Colombe-près-Vernon
- Saint-Just
- Saint-Marcel
- Saint-Pierre-d'Autils
- Vernon (part)
- Villez-sous-Bailleul

## Història
| Data d'elecció                           | Identitat       | Partit                      | Qualitat |
| ---------------------------------------- | --------------- | --------------------------- | -------- |
| 1945-1982                                | Georges Azemia  | SFIO, després divers gauche |          |
| 1982-1994                                | Claude Cailloux | UDF-radical                 |          |
| 1994-2001                                | Pierre Bouret   | UDF                         |          |
| 2001-2015                                | Gérard Volpatti | Divers droite               |          |
| les dades anteriors no són pas conegudes |                 |                             |          |
|                                          |                 |                             |          |